# Poule de Mantes
Pour les articles homonymes, voir Mantes et Mantes-la-Jolie.
La Mantes est une race de poule domestique française.

## Description
C'est une volaille élégante de taille moyenne au corps large, long et cylindrique et au plumage serré. Elle possède comme particularité d'avoir une barbe et des favoris.

### Origine
Cette vieille race française provient du croisement entre la houdan, la gournay ainsi que probablement la faverolles. Elle a presque disparu et a été recréée sur place dans les années 1960 à Mantes-la-Jolie par Alex Wiltzer. Elle est relancée en 2018 par Julien Lecoq et Arnaud Dalbis, tous les deux passionnés et éleveurs.

### Standard
- Crête : simple
- Oreillons : blancs, cachés par les favoris
- Couleur des yeux : rouge-orangé
- Couleur de la peau : blanche
- Couleur des tarses : marbrée
- Variété de plumage : noir caillouté blanc

Grande race :
- Masse idéale : Coq : 2,5 à 3,5 kg ; poule : 1,5 à 2,5 kg
- Œufs à couver : min. 60 g, coquille crème clair
- Diamètre des bagues : Coq : 18 mm ; Poule : 16 mm

Naine :
- Masse idéale : Coq : 900 g ; Poule : 800 g
- Œufs à couver : min. 35 g, coquille blanche
- Diamètre des bagues : Coq : 14 mm ; Poule : 12 mm

## Liens

### Club officiel
- Houdan-Faverolles Club de France, 57590 Ajoncourt.

## Sources
- Le Standard officiel des volailles (Poules, oies, dindons, canards et pintades), édité par la Société centrale d'aviculture de France.